# Gumaga nigricula
Gumaga nigricula là một loài Trichoptera trong họ Sericostomatidae. Chúng phân bố ở miền Tân bắc.